# Обори (Пясечинський повіт)
Обори (пол. Obory) — село в Польщі, у гміні Констанцин-Єзьорна Пясечинського повіту Мазовецького воєводства.
Населення — 511 осіб (2011).
У 1975-1998 роках село належало до Варшавського воєводства.

## Демографія
Демографічна структура станом на 31 березня 2011 року:
|          | Загалом | Допрацездатний вік | Працездатний вік | Постпрацездатний вік |
| -------- | ------- | ------------------ | ---------------- | -------------------- |
| Чоловіки | 244     | 43                 | 182              | 19                   |
| Жінки    | 267     | 63                 | 159              | 45                   |
| Разом    | 511     | 106                | 341              | 64                   |